# Bart Sibrel
Bartholomew Winfield Sibrel (Nashville, Tennessee, 1964) conocido como Bart Sibrel es un director de cine conocido principalmente por afirmar que los alunizajes del Programa Apolo entre 1969 y 1972 fueron montajes.

## Trayectoria
Sibrel participó en un programa de la cadena estadounidense Fox llamado Teoría de la conspiración: ¿Acaso aterrizamos en la Luna? (Conspiracy Theory: Did We Land on the Moon?) en el cual Sibrel dijo que apostaba su vida a que el hombre nunca fue a la Luna.
Las afirmaciones de Sibrel sobre un montaje en los alunizajes Apolo han sido rechazadas por científicos, técnicos e interesados en la historia de la exploración espacial, quienes han dado explicaciones racionales a las controversias, rechazando las afirmaciones de Sibrel por no poseer rigor científico alguno.
Muchos astronautas se han negado a concederle entrevistas debido a sus tácticas para intentar obtener pruebas de sus afirmaciones, como mentir sobre el motivo de la entrevista y acosarlos. El incidente más conocido tuvo lugar con el astronauta del Apolo 11 Buzz Aldrin, el segundo hombre sobre la Luna. Según Aldrin, fue citado en un hotel de Beverly Hills, Los Ángeles, con el pretexto de ser entrevistado sobre el espacio, para un programa infantil de la televisión japonesa. Cuando llegó allí, Sibrel estaba esperando y le pidió que jurara sobre la Biblia que había caminado sobre la Luna. Aldrin se negó, y Sibrel le llamó cobarde, mentiroso y ladrón. Aldrin, enfadado, pegó a Sibrel en la mandíbula. La reacción de Sibrel fue decirle "¿grabaste eso?" a su ayudante, que llevaba una cámara. Sibrel intentó usar la cinta para convencer a la policía y el fiscal de que había sido víctima de un ataque. Pero se decidió que Aldrin había sido provocado y que no había herido a Sibrel (basándose en su reacción casi instantánea hacia su cámara), por lo que la causa fue archivada. 
El incidente fue mostrado en las noticias y tertulias televisivas de todo el país de Estados Unidos, y Sibrel se convirtió en el blanco de muchas bromas.

## Documentales
Sibrel ha realizado varios documentales:
- Algo extraño sucedió en el viaje a la Luna (A Funny Thing Happened on the Way to the Moon), 18 de enero de 2001; duración: 47 minutos
- Astronauts Gone Wild, 2004; duración: 53 minutos
- Las monerías del Apollo 11 (Apollo 11 Monkey Business), 2004; duración: 108 minutos
- Conferencia de prensa del Apollo 11 después del viaje (Apollo 11 Post-Flight Press Conference), 2004; duración: 83 minutos